# Kertészeti Egyetem Klubja

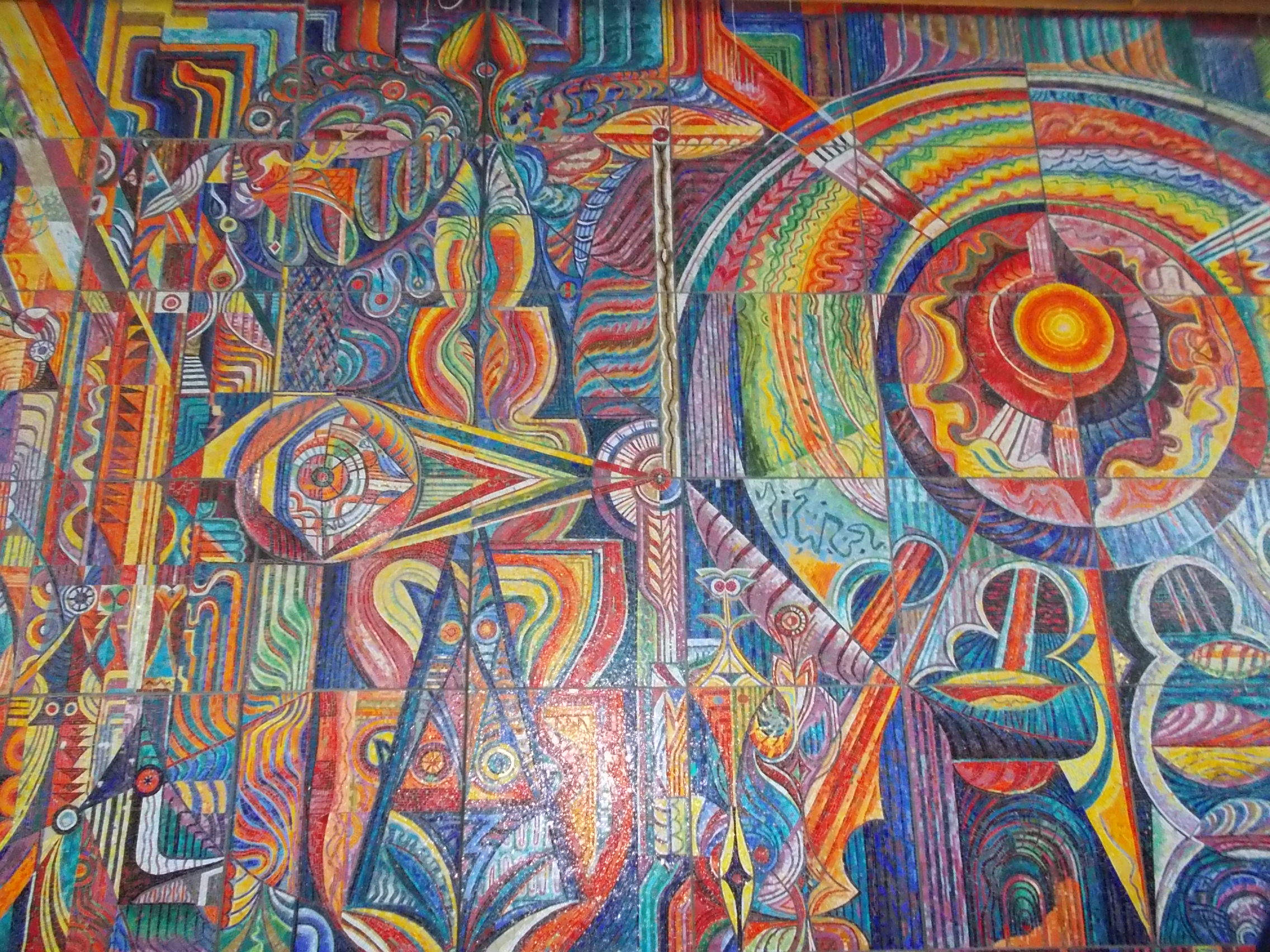
Mozaik a K épület aulájában, ahol a klub rendezvényeit tartották. 1970 Hincz Gyula, Rácz András és Hegyi György alkotása.

Kertészeti Egyetem Klubja, a KEK, 1970-ben született meg az akkori egyetemisták fejében. Két évvel korábban adták át az egyetem központi épületét (Budapest, Villányi út 29-43.), ahol ideális feltételek kínálkoztak rendezvények, koncertek lebonyolításához. A névadáshoz tudni kell, hogy az intézmény neve 1968-tól 1986-ig Kertészeti Egyetem volt.
Eleinte Tolcsvay-klubként, majd LGT-klubként ismerték meg a budapestiek a KEK-et, de Magyarország szinte valamennyi élvonalbeli zenekara koncertezett itt szombatonként. A hétvégi rendezvényeken kívül sok hétközi program várta az idelátogató egyetemistákat, középiskolásokat, és más, többnyire fiatal érdeklődőt. A KEK félig zárt klubként működött, mert a szombati rendezvényre a fiúk csak tagsági igazolvánnyal vásárolhattak belépőjegyet.

## Működtetése és alapítása
A KEK működését az egyetemisták biztosították, ahogy a forrásokat is az egyes rendezvények megszervezéséhez, lebonyolításához. Sem állami, sem párt, sem KISZ támogatásra nem volt szükség a működéshez, a hétvégi rendezvények bevétele biztosította a forrásokat a hétközi kulturális rendezvények megszervezéséhez. Ezek a rendezvények többnyire ingyenesen voltak látogathatók. 

### Rendezvényei
A KEK rendszeres hétközi rendezvényei voltak:
- POL-Show - beszélgető összejövetel meghívott neves előadókkal aktuális témákról. Pl. Ungvári Tamás, Hankiss Elemér, Balczó András, Chrudinák Alajos, Pálfy József
- IRODALMI ESTEK - neves fellépők , rendezvények, pl Latinovits Zoltán est, Bessenyei Ferenc előadása, El Kazovszkij[3] performanszai, Csoóri Sándor költői estje, Déry Tibor személyes látogatása a kifejezetten a KEK nagytermi színpadára rendezett színi előadás bemutatóján (Piros és Kék Biciklik), Darvas Iván, Mensáros László, Haumann Péter, Bodrogi Gyula
- JAZZ klub - a jazz élet neves képviselői a fiatalok között - Pege Aladár, Szakcsi Lakatos Béla, ifjabb Rátonyi, Szabados György, Snétberger Ferenc, Lee Harper trombitás (USA), hogy csak a legismertebbeket említsük.
- FILM klub
- Country club

### Rendezői gárda
A rendezői gárdát kizárólag a Kertészeti Egyetem hallgatói alkották. Az egyes rendezvények lebonyolítására, továbbá az események kísérő feladatainak ellátására (ruhatár, takarítás, stb.) díjazás ellenében jelentkezhettek a hallgatók. 
A klub szervezete a szélesebb körű Klub-bizottságból (15-20 fő) és a szűkebb, 7 tagú Klub vezetőségből épült fel. A Klubbal kapcsolatos stratégiai és operatív döntések ebben a körben születtek. Az Egyetem állami vezetésével megbízott összekötő tartotta a kapcsolatot, aki mint főállású egyetemi alkalmazott egyéb feladatai mellett látta el ezt a szerepkört. Leghosszabb ideig Pileczky Piroska segítette a diákok klubos aktivitását.
A klub vezetői alapítástól, megszűnésig:
- Kálóczy Béla
- Brózik Sándor
- Kézdy András
- Besnyő György
- Udvardi Antal
- Simon Pál
- Csehkis Imre
- Veres Árpád
- Bánátfy Rudolf
- Tóth Zsolt
- Antal Gyula
- Végvári Tamás
- Zsitnyányi Andrea

A KEK legnagyobb számú közönséget vonzó eseményei a szombat esti pop koncertek voltak, - mint erről szép összefoglalót ad az NKA honlapja. A "K" épületben tartott "nagykoncerteket" a KEK virágkorában, - amikor a fiú tagok száma meghaladta a 7000 főt (!) -Turbók János (Turbina) szervezte, aki tudását azóta is kamatoztatja az Agárdi Popstrand mindeneseként.
A KEK 1982-ben KISZ-díjat kapott a 12 éve tartó kiemelkedő kulturális tevékenységéért.
1982-től  a Budapesti Tavaszi Fesztivál kiemelt rendezvény  helyszíne.
A '80-as években rendszeresen itt tartották az un. POP gálát,  pop/rock műfajban a közönség és szakma képviselőinek szavazatai alapján nyertesek részvételével országos jelentőségű koncertet. A "legnépszerűbb klub" kategóriában évekig a KEK vitte el a díjat.
Országos hírű klubként egyik kezdeményezője volt az egyetemi klubok szorosabb együttműködésének, kiváló kapcsolat alakult ki a "konkurens" 'E' klub, Vár klub, Sote klub, Ezres Klub, Közgáz klub stb. vezetőivel, rendezőivel.
A rendszerváltás után nem sokkal megszűnt a klub.
A Kertészeti Egyetem Klubja a Nemzeti Kulturális Alap Cseh Tamás Programjában a Poptörténeti Tanösvény részét képezi.
A Kertészeti Egyetem kulturális életét a KEK-en kívül gazdagította még az egyetem országosan elismert néptánc csoportja, melyet Lelkes Lajos irányított. Heti rendszerességgel működött az egyetem énekkara is. A gazdag sportélet is szervezeti keretet kapott a KEAC (Kertészeti Egyetem Atlétikai Club) működésével.

## Megemlékezés
Emléktábla avatás: 
2019-ben a  KEK-es öreg rendezők kezdeményezésére és további támogatók csatlakozásával (egyetem, kerületi önkormányzat) KEK emléktáblát avattak a Villányi úti bejáratnál. 

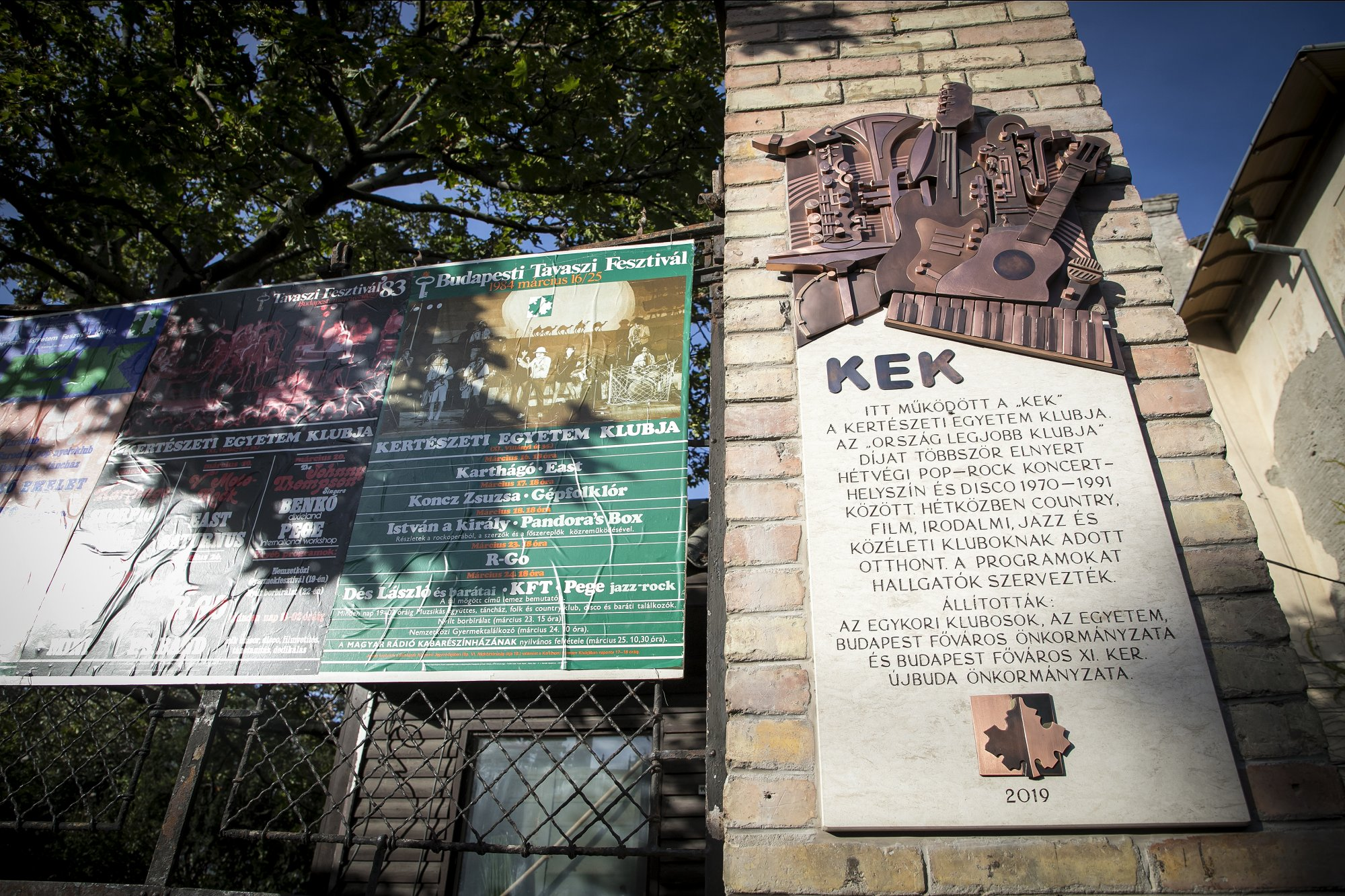
KEK emléktábla a Villányi úti bejáratnál